# Alex Hyde
Alex Hyde (Hamburg, 17 februari 1898 – Santa Monica, 7 juli 1956) was een Amerikaanse jazzviolist en bandleider.

## Loopbaan
Hyde emigreerde toen hij twee was met zijn familie naar Amerika. Hij richtte eind jaren tien het Romance of Rhythm Orchestra op, waarmee hij speelde in New York (1919-1922) en toerde in het noorden van het land (1922-1923). Het orkest nam voor het eerst op in 1923 en terwijl het toerde in Duitsland, kwam muziek van de groep uit op Deutsche Grammophon. Een van de musici die hierop meespeelde was de Britse trompettist Howard McFarlane. In Duitsland nam Hyde als leider van een andere groep in 1924/1925 opnieuw op, met op enkele opnames Gene Sedric.
Na zijn terugkeer in Amerika had Hyde een talentenbureau, componeerde hij voor militaire bands in de Air Force en deed hij studiowerk in Hollywood.
- Gemeinsame Normdatei: 128861622
- International Standard Name Identifier: 0000 0000 4119 2599
- Library of Congress Control Number: no98009072
- MusicBrainz: c7dad801-2d05-4a0b-85a9-9a8072607d46
- SNAC: w67b88kd
- Virtual International Authority File: 45365542
- WorldCat: E39PBJrcgv4BG6YtwjMGHqcVmd